# ويليام ميلر (سياسي أمريكي، مواليد 1770)
ويليام ميلر (بالإنجليزية: William Miller)‏ هو سياسي أمريكي، ولد في 1770 في مقاطعة وارين في الولايات المتحدة، وتوفي في 1825 في الولايات المتحدة. نشط حزبياً في الحزب الجمهوري الديمقراطي.

## مناصب
- انتخب North Carolina Attorney General [الإنجليزية]‏.
- انتخب عضو مجلس ولاية كارولاينا الشمالية.
- انتخب عضو مجلس نواب كارولينا الشمالية (1804 – 1810).
- انتخب حاكم كارولينا الشمالية [الإنجليزية]‏ (29 نوفمبر 1814 – 6 ديسمبر 1817).